# Kanton Figeac-Ouest
Der Kanton Figeac-Ouest war bis 2015 ein französischer Wahlkreis im Arrondissement Figeac, im Département Lot und in der früheren Region Midi-Pyrénées; sein Hauptort war Figeac, Vertreter im Generalrat des Départements war zuletzt von 1998 bis 2015, wiedergewählt 2004, André Mellinger. 

## Gemeinden
Der Kanton umfasste Wahlberechtigte aus einem Teil der Stadt Figeac und neun weiteren Gemeinden. Die nachfolgenden Zahlen sind jeweils die gesamten Einwohnerzahlen der Gemeinden:
| Gemeinde         | Einwohner Jahr | Fläche km² | Bevölkerungsdichte | Postleitzahl | Code INSEE |
| ---------------- | -------------- | ---------- | ------------------ | ------------ | ---------- |
| Béduer           | 748 (2013)     | –          | – Einw./km²        | 46100        | 46021      |
| Camboulit        | 264 (2013)     | –          | – Einw./km²        | 46100        | 46052      |
| Camburat         | 405 (2013)     | –          | – Einw./km²        | 46100        | 46053      |
| Capdenac         | 1085 (2013)    | –          | – Einw./km²        | 46100        | 46055      |
| Faycelles        | 637 (2013)     | –          | – Einw./km²        | 46100        | 46100      |
| Figeac           | 9826 (2013)    | –          | – Einw./km²        | 46100        | 46102      |
| Fons             | 399 (2013)     | –          | – Einw./km²        | 46100        | 46108      |
| Fourmagnac       | 156 (2013)     | –          | – Einw./km²        | 46100        | 46111      |
| Lissac-et-Mouret | 930 (2013)     | –          | – Einw./km²        | 46100        | 46175      |
| Planioles        | 482 (2013)     | –          | – Einw./km²        | 46100        | 46221      |